# Cécil Boulesnane
Cécil Boulesnane, né le 1er mars 1975, est un karatéka français. Il est le frère de Lonni Boulesnane.

## Carrière
Cécil Boulesnane évolue en kumite dans la catégorie des moins de 60 kg. 
Il est sacré champion du monde en individuel et par équipe en 2000 et remporte une médaille d'argent en individuel en 2002. Au niveau continental, il est sacré champion d'Europe en kumite individuel en 2000 et 2002 et champion d'Europe par équipes en 2000 et 2001. Il est médaillé de bronze aux  Championnats d'Europe de karaté 2003. Il obtient quatre titres de champion de France des super-légers entre 2000 et 2004.